# Sebastian Jacoby
Sebastian Peter Heinz Alexander Jacoby (* 8. April 1978 in Oberstdorf) ist ein deutscher Curler und Quizspieler. Er war 2008 Mixed-Europameister im Curling. Einem größeren Fernsehpublikum wurde er im April 2012 als Sieger der Quizshow Der Super-Champion bekannt. Seit 2013 tritt er als „Jäger“ in der Quizsendung Gefragt – Gejagt auf.

## Beruf und Privatleben
Jacoby besuchte die Grundschule und das Gertrud-von-le-Fort-Gymnasium in seiner Heimatgemeinde Oberstdorf und legte 1997 das Abitur ab. Nach seinem Grundwehrdienst in einer Sportfördergruppe der Bundeswehr in Sonthofen absolvierte er von 1998 bis 2001 eine Ausbildung zum Industriekaufmann bei ThyssenKrupp in Duisburg. Anschließend absolvierte er ein Studium der Wirtschaftswissenschaften an der Universität Duisburg-Essen und an der Arkansas State University und war ab 2002 Stipendiat der Studienstiftung des Deutschen Volkes. Neben seinem Studium blieb er als Werkstudent weiter bei ThyssenKrupp tätig. Seit 2008 arbeitet er dort als Controller.
Jacoby ist verheiratet und hat einen Sohn. Er lebt in Duisburg.

## Curling
In den Jahren 1996, 1997 und 1998 gehörte Sebastian Jacoby der deutschen Nationalmannschaft der Junioren an. Geführt von Skip Sebastian Stock, errang das Team die Plätze 3, 6 und 4 bei den U21-Weltmeisterschaften in Red Deer (Kanada), Karuizawa (Japan) und Thunder Bay (Kanada). Im Herrenbereich schloss sich Jacoby später dem Team des SC Riessersee mit Skip Rainer Schöpp an. Der größte Erfolg der Mannschaft war die deutsche Vizemeisterschaft im Jahr 2005.
Zwischen 2007 und 2009 startete Jacoby bei drei Curling-Mixed-Europameisterschaften. 2007 in Madrid gewann das Team die Bronzemedaille. 2008 im österreichischen Kitzbühel wurde es nach dem Finalsieg über die tschechische Mannschaft Europameister.

## Quiz
Erste Quizerfahrungen sammelte Jacoby ab 1996 im Pubquiz eines Irish Pubs in Oberstdorf, für das er bald auch als Fragenautor tätig wurde. Nach seinem Umzug nach Duisburg setzte er diese Tätigkeit fort und veranstaltete später mehrere eigene Kneipenquizze in Duisburg und Umgebung.

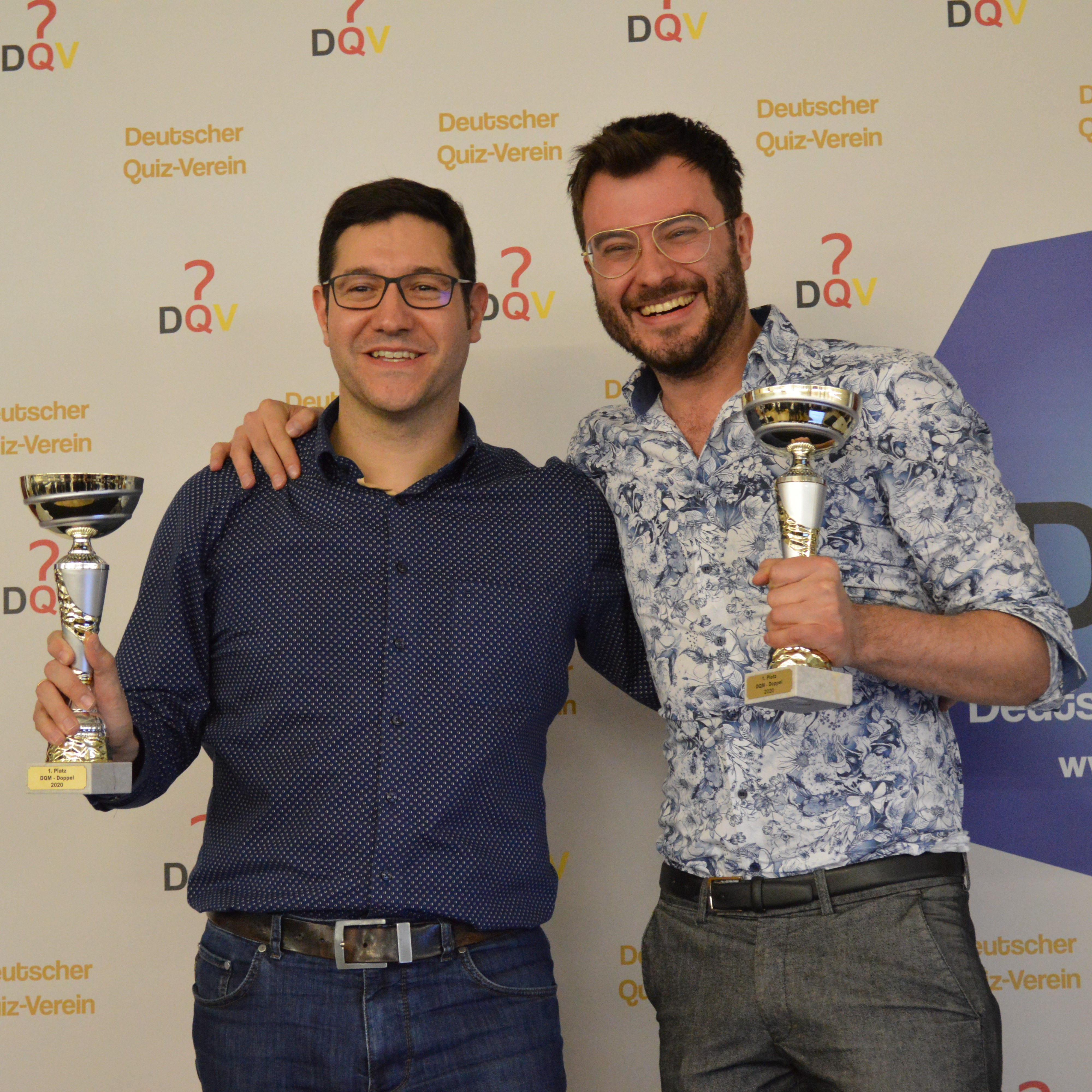
Sebastian Jacoby und Sebastian Klussmann als Sieger im Doppelwettbewerb der Deutschen Quizmeisterschaft 2020

Seine Karriere im Wettkampfquiz begann 2007 bei der deutschen Austragung der Quizweltmeisterschaft, die dezentral an vielen Orten der Welt ausgespielt wird. Unter sieben deutschen Teilnehmern erreichte er den ersten Platz vor Manuel Hobiger. Jacoby ist Gründungsmitglied des 2011 gegründeten Deutschen Quiz-Vereins und nimmt regelmäßig an den von diesem veranstalteten Turnieren und Meisterschaften teil. In den Jahren 2012, 2014 und 2024 wurde er Deutscher Quizmeister im Einzel. 2013, 2017, 2020, 2022 und 2024 gewann er zusammen mit Sebastian Klussmann die Deutsche Doppelmeisterschaft sowie 2019, 2020, 2021, 2022 und 2023 gemeinsam mit Sebastian Klussmann, Roland Knauff und René Waßmer die Deutsche Teammeisterschaft. In den Jahren 2013, 2016, 2017 und 2022 gewann Jacoby zudem die Deutsche Buzzermeisterschaft.
Im April 2012 gehörte er zu den Kandidaten bei der damals von Jörg Pilawa moderierten ZDF-Quizshow Der Super-Champion (seit 2013 Der Quiz-Champion mit Johannes B. Kerner). Er setzte sich zunächst gegen fünf Prominente durch und schlug anschließend den Kandidaten Matthias Moehl im Stechen. Hierdurch sicherte sich Jacoby ein Preisgeld von 500.000 Euro. In einem Champions-Special im November 2016 traten alle Finalisten der bisherigen Sendungen erneut an. Dort schied Jacoby im zweiten Duell gegen Tim Mälzer in der Kategorie Ernährung aus. In einem Spenden-Special im September 2023 konnte er zwei von fünf Duellen für sich entscheiden und unterlag damit Marie-Louise Finck.
Im Herbst 2013 nahm er an der ARD-Spielshow Die Deutschen Meister 2013 in der Kategorie „Stadt – Land – Fluss“ teil. Er unterlag dort Klaus Otto Nagorsnik, der im Folgejahr sein Jägerkollege bei Gefragt – Gejagt wurde.
Im Mai 2014 trat Jacoby mit dem Team „Die Quizchampions“ (mit Joachim Telgenbüscher, Thorsten Zirkel und Sebastian Langrock) in der 1. Staffel der von Jörg Pilawa moderierten Show Quizduell auf. Das Quartett konnte die Smartphone-App-Nutzer („Team Deutschland“) mit 16:13 besiegen und erzielte eine Gewinnsumme von 22.000 Euro.
Seit 2013 tritt Sebastian Jacoby in der Rolle des „Jägers“ in der von Alexander Bommes moderierten ARD-Quizshow Gefragt – Gejagt auf. Sein Kampfname lautet hier „Der Quizgott“. Gemeinsam mit weiteren „Jägern“ trat er auch in anderen ARD-Quizsendungen an: 2019 mit Klaus Otto Nagorsnik und 2021 mit Thomas Kinne bei Wer weiß denn sowas? sowie 2020 mit Thomas Kinne und 2022 mit Klaus Otto Nagorsnik bei Quizduell-Olymp.
Jacoby veröffentlichte seit 2020 mehrere Quiz- und Wissensbücher sowie Kalender.

## Veröffentlichungen
- So werden Sie zum Quizgott. Plaza, Königswinter 2020, ISBN 978-3966641326.
- Quiz dich schlau mit dem Quizgott: Das ultimative Harry Potter Fan-Quiz (mit Vanessa Engelhardt und Silke Meuche). Plaza, Königswinter 2021, ISBN 978-3966642941.
- Quiz dich schlau: Das ultimative Bundesliga Fan-Quiz (mit Thorsten Zirkel). Plaza, Königswinter 2023, ISBN 978-3966645928.
- Das ultimative Weihnachts-Quiz. Plaza, Königswinter 2024, ISBN 978-3966648813.